# Партизански отряд „Стефан Караджа“
Партизански отряд „Стефан Караджа“ е формирование на Дванадесета Врачанска въстаническа оперативна зона на НОВА по време на партизанското движение в България (1941-1944). Действа в околностите на Лом.
Първият партизанин в Ломско е Замфир Хаджийски. От есента на 1941 г. организира бойни групи, които са основна форма на борба през 1942 г. поради равнинния характер на района.
Нелегалната конференция на Ломската организация на БРП (к), свикана на 27 март 1943 г., взема решение да се образува партизански отряд. Формира се близо до село Голинци. Наименуван е „Стефан Караджа“. Командир на отряда е командир Димитър Цветков, политкомисар Яким Атанасов.
Действа съвместно и съгласувано с Партизански отряд „Георги Бенковски“ и Партизански отряд „Христо Михайлов“. В периода април 1943-юли 1944 г. отрядът провежда акции в с. Голинци, с. Воднянци, с. Рабиша, с. Урбабинци и в гр. Лом.
На 9 септември 1944 година установява властта на ОФ в Лом и околните села.